# Cattedrale della Sacra Famiglia (Saint John's)
La cattedrale della Sacra Famiglia (in inglese: Holy Family Cathedral) è la chiesa cattedrale della diocesi di Saint John's-Basseterre, si trova a Saint John's, ad Antigua e Barbuda. La cattedrale è stata inaugurata nel gennaio 1987. La progettazione del duomo è moderna, la pianta è ottagonale con una torre al centro. Sulla torre è posta una grande croce, la più grande del paese. La cattedrale segue il rito romano, ma in occasione delle feste dell'Epifania e dell'Assunta, la liturgia è celebrata secondo il rito bizantino.